# Е-мол
Е-мол је молска лествица, чија је тоника тон е, а као предзнак има једну повисилицу.

## Варијанте лествице
На слици испод се дају видети редом, природна, хармонска и мелодијска е-мол лествица:
У хармонском молу седми тон при повишењу прелази из чистог де у дис, а у мелодијском е-молу шести тон бива повишен из чистог це у цис.

## Познатија класична дела у е-молу
- Симфонија из новог света, Дворжак
- Први клавирски концерт, Шопен
- Четврта симфонија, Брамс
- Друга симфонија, Рахмањинов
- Прва симфонија, Сибелијус